# Augustin Dragan Dujmušić
Augustin Dragan Dujmušić (Gradačac, 6. listopada 1884. – Varaždin, 14. rujna 1916.) bio je hrvatski katolički svećenik iz reda kapucina i pjesnik. 

## Životopis
Rodio se Gradačcu 1884. godine. Od 1895. do 1903. školovao se u travničkom sjemeništu. Zatim je studirao teologiju u Sarajevu te je 1907. zaređen za svećenika. Nakon toga je dvije godine studirao crkvenu glazbu u Regensburgu. Od 1909. postao je kapelan u Sarajevu. Iste je godine uređivao list Pučki prijatelj. Od 1910. uključio se u pastoralni i kulturni rad kapucina u Rijeci.
Godine 1912. ušao je u kapucinski novicijat u Varaždinu, a zatim se vraća u Rijeku, gdje je od 1913. bio profesor teologije u Kapucinskomu bogoslovnom učilištu. Tamo je pokrenuo katoličku protualkoholnu knjižnicu te je uređivao izdanja Kuće dobre štampe. Umro je od sušice.
Potpisivao se pseudonimima: De Drago, Evangeliman i Peccator.

## Djela
- „Iskre srca moga. Pjesme” (Rijeka, 1910.)
- „Jesu li katolici natražnjaci i mračnjaci?” (Rijeka, 1910.)
- „Povjesničke crtice kapucinskog samostana na Rijeci” (Rijeka, 1910.)
- „Kritična povijest Svete kuće Marijine u Loretu i njezini prenosi” (Rijeka, 1912.)
- „Nedjeljna Evanđelja” (Rijeka, 1914., 1919.²)
- „Šta ćemo bez rakije” (Rijeka, 1916.)

### Članci
- Babić, Marko. 1993. Dujmušić, Augustin Dragan. Hrvatski biografski leksikon. Zagreb.  journal zahtijeva |journal= (pomoć)

## Vanjske poveznice
Ostali projekti
|  | Wikizvor ima izvorni tekst Autor:Dragan Dujmušić |